# La Sabana sucreña
Sabanas o La Sabana es una de las 5 subregiones que componen el departamento de Sucre (Colombia). Está integrada por los siguientes municipios, al centro del mismo:
- Buenavista
- Corozal
- El Roble
- Galeras
- Los Palmitos
- Sampués
- San Juan de Betulia
- San Pedro
- Sincé

Dado que la subregión está compuesta por los declives que van de los Montes de María hasta inicios de la depresión del bajo Cauca y San Jorge, la conforman numerosas sierras y colinas de leves ondulaciones que van desde los 70 hasta 185 m s. n. m.